# Altagracia
För andra betydelser, se Altagracia (olika betydelser).
Altagracia är en kommun (municipio) i Nicaragua med 22 088 invånare (2012). Den ligger på ön Ometepe i Nicaraguasjön i den södra delen av landet, i departementet Rivas. I kommunen finns två stora vulkaner,  Concepción och Maderas, som reser sig 1610 respektive 1394 meter över havet och nästan lika mycket över Nicaraguasjön.

## Geografi
Altagracia gränsar till kommunen Moyogalpa i väster och är i övrigt omgärdad av Nicaraguasjön. Kommunens största ort och centralort är Altagracia med 4 081 invånare (2005), i kommunens norra del.

## Historia
Altagracia är ett av de många indiansamhällen som redan existerade vid tiden för spanjorernas erövring av Nicaragua. Under namnet Isla de Nicaragua är den listad i befolkningslängden från 1548 med 447 invånare. År 1685 hade Altagracia, nu med namnet Astagalpa, 81 invånare. Moyogalpa var vid den tiden en egen pueblo, men de slogs så småningom ihop till en pueblo för hela ön. År 1853 bröts dock Moyogalpa ut och blev återigen en självständig kommun.

## Religion
Kommunen firar sin festdag den 28 oktober till minne av den helige Diego av Alcalá.